# Philippe Dumanoir

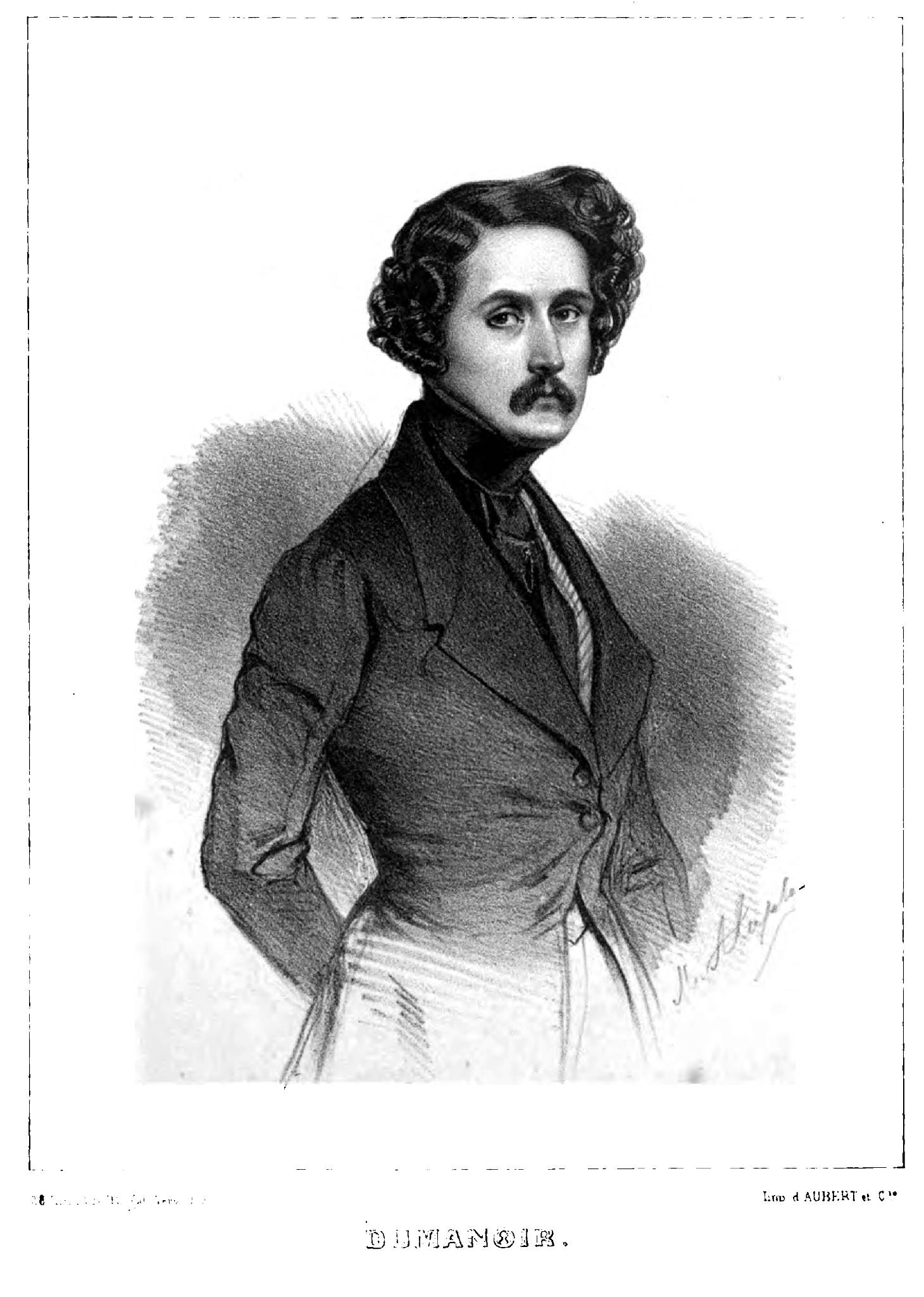
Philippe Dumanoir

Philippe Dumanoir (* 31. Juli 1806 in Capesterre-Belle-Eau (Guadeloupe); † 16. November 1865 in Pau), bürgerlich Philippe-François Pinel Dumanoir, im französischen oft einfach Dumanoir, war ein französischer Theaterautor und Librettist.

## Leben
Dumanoir wuchs als Spross der Familie Pinel-Dumanoir in Guadeloupe auf, die unter anderem durch die Begrünung der Allée Dumanoir bekannt wurde. Er verließ die Region 1816.
Als hochproduktiver Autor konzentrierte sich Dumanoir besonders auf das Genre des Vaudeville. Von 1836 bis 1839 war er Leiter des Pariser Théâtre de Variétés. Er trat darüber hinaus als Librettist von Opern und Ballettstücken auf, darunter Grisélidis (1848) von Adolphe Adam. Auf Wunsch von Frédérick Lemaître schrieb er 1844 mit Adolphe d’Ennery ein Drama um Don César de Bazan, eine Figur aus Victor Hugos Ruy Blas.